# Старое Малое
Старое Малое — деревня в Устюженском районе Вологодской области.
Входит в состав Залесского сельского поселения, с точки зрения административно-территориального деления — в Залесский сельсовет.
Расстояние по автодороге до районного центра Устюжны — 22 км, до центра муниципального образования деревни Малое Восное — 1 км. Ближайшие населённые пункты — Возгриха, Залесье, Зыково.

## Демография
Население по данным переписи 2002 года — 95 человек (46 мужчин, 49 женщин). Всё население — русские.

## Достопримечательности
В деревне расположен памятник архитектуры жилой дом Арсеньева.